# 胡伟林
胡伟林（1963年1月—），男性，湖南岳阳县柏祥镇谢全村人。1986年5月加入中国共产党。湖南财政经济学院会计系财会专业毕业，研究生文化，高级会计师。中华人民共和国政治人物。

## 生平
历任湖南省财政厅对外经济贸易处处长、行政政法处处长，党组成员、纪检组长、副厅长等职。
2011年12月，任中共湘潭市委副书记、副市长、代市长，2012年1月正式当选湘潭市市长。
2016年3月，胡伟林任湖南省交通运输厅厅长、党组书记。2017年3月，任湖南省发展和改革委员会主任。2018年2月24日，当选为第十三届全国人大代表。
2021年1月28日，第12届中国人民政治协商会议湖南省委员会第4次会议举行第2次全体会议，胡伟林、李民当选中国人民政治协商会议湖南省委员会副主席。后于2023年1月连任。